# 蜘蛛の巣を払う女
『蜘蛛の巣を払う女』（くものすをはらうおんな、原題：The Girl in the Spider's Web）は、2018年公開のアメリカ合衆国・スウェーデン合作のミステリー映画。監督は『ドント・ブリーズ』で注目を集めたフェデ・アルバレス。脚本はジェイ・バス、フェデ・アルバレス、スティーヴン・ナイト。主演はクレア・フォイ。共演はスヴェリル・グドナソン、ラキース・スタンフィールド、シルヴィア・フークス、スティーヴン・マーチャントら。原作はデヴィッド・ラーゲルクランツの『The Girl in the Spider's Web』。スティーグ・ラーソンが書いた小説の三部作を含めた実写化作品としては『ミレニアム』シリーズのスウェーデン三部作、ハリウッド版に次ぐ三度目の実写化の作品となる。

## 製作
2015年11月、ハリウッド・リポーターはソニー・ピクチャーズが『ミレニアム』シリーズの新作『The Girl in the Spider's Web』をスコット・ルーディン、エイミー・パスカルの製作、スティーヴン・ナイトの脚本で映画化すると報じた。さらに、そのプロジェクトには前作の監督デヴィッド・フィンチャーと主演のダニエル・クレイグとルーニー・マーラが関わらないという報道もした。ザ・ワープは新しいリスベット役に、アリシア・ヴィキャンデルが検討されていると報じた。2016年11月、本作の監督にフェデ・アルバレスが起用を検討されていると報じられた。2017年3月には、本作の製作を早めるために、キャストを一新することに決定したと発表された。同年5月には、クレア・フォイがリスベット役を務めると報じられた。同年9月に、正式にフォイがリスベット役に就任したと発表された。同年10月、『ブレードランナー 2049』の後に、シルヴィア・フークスがキャストに加わったことが分かった。同年11月、クレス・バング、キャメロン・ブリットンがキャストに加わったことが分かった。同年12月、もう一人の主人公ミカエルに、スヴェリル・グドナソンが起用されたことが分かった。

### 撮影
撮影は、2018年1月にベルリンで開始した。

## キャスト
※括弧内は日本語吹替
- リスベット・サランデル（英語版）: クレア・フォイ（森なな子） - 背中にドラゴンのタトゥーを背負う天才的なコンピューター・ハッカー。
  - 若き日のリスベット: ボー・ガズドン
- ミカエル・ブルムクヴィスト（英語版）: スヴェリル・グドナソン（柿原徹也） - 雑誌『ミレニアム』のジャーナリスト。リスベットと助け合うが振り回されることが多い。
- エドウィン・ニーダム: ラキース・スタンフィールド（赤坂柾之） - リスベットを追うNSAのセキュリティ専門家。
- カミラ・サランデル: シルヴィア・フークス（志田有彩） - リスベットの双子の妹。ザラチェンコの後継者としてロシアや東欧で暗躍。
  - 若き日のカミラ: カルロッタ・フォン・ファルケンハイン
- フランス・バルデル: スティーヴン・マーチャント（英語版）（山岸治雄） - 人工知能研究の世界的権威。
- エリカ・ベルジェ: ヴィッキー・クリープス - 『ミレニアム』編集長
- ヤン・ホルツェル: クレス・バング - 元ロシア軍人、カミラの手下。
- アウグスト・バルデル: クリストファー・コンベリー - 教授の息子。自閉症スペクトラムで一度も発語していない。写真のような絵を描いた事からサヴァン症候群の傾向があるのではと教授は期待している。
- ガブリエラ・グラーネ: シヌーヴ・マコディ・ルンド（英語版）
- プレイグ: キャメロン・ブリットン - サリーのハッカー友達
- マリア: アンドレア・ペジック
- ピーター・アールグレン: フォルカー・ブルッフ

## あらすじ
雑誌『ミレニアム』のジャーナリストミカエル・ブルムクヴィストと、内向的な天才女性ハッカーリスベット・サランデルは、スパイやサイバー犯罪者、腐敗した政府などの蜘蛛の巣のように絡み合う事件に立ち向かっていく。

## 公開・興行収入
本作は2018年10月5日に全米公開される予定だったが、後に公開日は同年11月9日に延期されることとなった。
2018年6月7日、本作のファースト・トレイラーが公開された。10月24日、本作はローマ映画祭でプレミア上映された。
本作は『グリンチ』及び『オーヴァーロード』と同じ週に封切られ、公開初週末に850万ドル前後を稼ぎ出すと予想されていたが、実際の数字はそれを下回るものとなった。2018年11月9日、本作は全米2929館で公開され、公開初週末に781万ドルを稼ぎ出し、週末興行収入ランキング初登場6位となった。この数字は『ドラゴン・タトゥーの女』（2011年）の初動成績（1276万ドル）を下回るものであった。

## 評価
本作に対する批評家の評価は伸び悩んでいる。映画批評集積サイトのRotten Tomatoesには139件のレビューがあり、批評家支持率は42%、平均点は10点満点で5.2点となっている。サイト側による批評家の見解の要約は「『蜘蛛の巣を払う女』は原作小説のアクション要素を描くことに注力したが、その結果、ストーリーが単調なものになってしまった。ただ、それでも面白さは残っている。」となっている。また、Metacriticには37件のレビューがあり、加重平均値は44/100となっている。なお、本作のCinemaScoreはBとなっている。